# 風行網
風行網（フォンシンワン、中国語: 风行网、英語: Funshion Online）は、中華人民共和国のP2Pテレビおよびビデオ・オン・デマンドプラットフォームを運営するオンラインエンターテイメント企業である。運営法人は北京風行在銭技術有限公司（Beijing Fengxing Online Technology Co., Ltd.）で、北京市に本社を置いている。
中国を代表する新世代のオンライン動画プラットフォームであり、テレビドラマやバラエティ番組、アニメーション、スポーツ等のビデオ・オン・デマンドコンテンツを提供するサービス企業である。

## 歴史
2005年9月、北京風行在銭技術有限公司（Beijing Fengxing Online Technology Co., Ltd.）を設立。設立後、市場シェアの40%を占めた。
2008年9月、国家新聞出版広電総局により発行された「情報ネットワーク利用の音響映像プログラムの伝達放送営業許可証」を取得したことを発表。
2012年3月、BesTVは風行網路有限公司と北京風行在銭技術有限公司のそれぞれの35%を取得するために、現金で3,000万米ドルを費やすと発表した。
2016年9月、グローバルで高品質な医療ダイレクトプラットフォームである環球医城と戦略的協力関係を結んだ。